# Marine-Sanitätsschule (Wehrmacht)
Die Marine-Sanitätsschule wurde am 17. August 1936 mit der Kommandierung eines Leiters und Kompaniechefs in Wilhelmshaven am dortigen Marinelazarett Wilhelmshaven eingerichtet. Sie war eine Dienststelle des Sanitätswesens der Kriegsmarine und änderte mehrfach ihren Standort.
Die Aufgabe war die Ausbildung des Personals für die Laufbahn XI (Sanitätslaufbahn).

## Geschichte

### Marine-Sanitätsschule Sanderbusch

#### Geschichte
Am 1. November 1939 wurde mit der Marine-Sanitätsschule Sanderbusch in Sanderbusch eine zweite Kompanie der Marine-Sanitätsschule Wilhelmshaven aufgestellt. Die Unterstellung wechselte zeitgleich vom Marinelazarett Wilhelmshaven als selbstständiges Kommando dem Marine-Sanitätsamt Nordsee nachgeordnet. Dies blieb bis Kriegsende so.
Am 1. April 1942 wurde eine dritte Kompanie eingerichtet, welche in ’s-Heerenberg unter der Bezeichnung Marine-Sanitätsschule ’s-Heerenberg firmierte.
Im April 1943 wurde die Marine-Sanitätsschule Sanderbusch vollständig nach ’s-Heerenberg verlegt und unter dem Namen Marine-Sanitätsschule ’s-Heerenberg weitergeführt.

#### Kommandeure
- Marinestabsarzt Walter Behrens: von November 1939 bis August 1940
- Marineoberstabsarzt Fritz Pohle: von August 1940 bis Januar 1942
- Marineoberstabsarzt Joachim Hartmann: von Januar 1942 bis März 1943, anschließend Kommandeur Marine-Sanitätsschule ’s-Heerenberg

### Marine-Sanitätsschule ’s-Heerenberg

#### Geschichte
Ab 1. April 1942 bestand als dritte Kompanie der Marine-Sanitätsschule Sanderbusch die Marine-Sanitätsschule ’s-Heerenberg.
Am 7. April 1943 wurde die Marine-Sanitätsschule Sanderbusch vollständig nach ’s-Heerenberg verlegt und unter dem Namen Marine-Sanitätsschule ’s-Heerenberg weitergeführt. Es entstanden drei Kompanien und die Unterstellung blieb unter das Marine-Sanitätsamt Nordsee.
Im Herbst 1944 wurde die Marine-Sanitätsschule ’s-Heerenberg nach Nienburg verlegt und erhielt dort den Namen Marine-Sanitätsschule Nienburg/Weser.

#### Leiter und Kompaniechef
- Marinestabsarzt Rudolf Probst: April/Mai 1942
- Marinestabsarzt Harald Koch: von Mai 1942 bis März 1943

#### Kommandeure
- Marineoberstabsarzt Joachim Hartmann: von April 1943 bis August 1943, anschließend Chefarzt am Marinelazarett Salsomaggiore
- Marineoberstabsarzt Gerd Hilmers: von August 1943 bis September 1944

### Marine-Sanitätsschule Nienburg/Weser

#### Geschichte
Im Oktober 1944 war die Marine-Sanitätsschule ’s-Heerenberg nach Nienburg verlegt worden und wurde hier die Marine-Sanitätsschule Nienburg/Weser. Die Unterstellung erfolgte unter das Sanitätsamt Nordsee. Am 25. April 1945 wurde die Marine-Sanitätsschule Nienburg/Weser aufgelöst. Einziger Kommandeur war der Marineoberstabsarzt Gerd Hilmers, ehemaliger Kommandeur der aufgelösten Marine-Sanitätsschule ’s-Heerenberg.